# Saison 1938-1939 des Girondins de Bordeaux
Chronologie
Saison précédente Saison suivante
Cet article relate la saison 1938-1939 des Girondins de Bordeaux. Il s’agit de la deuxième saison professionnelle des Girondins.

## Staff technique
- Entraîneur :  Benito Díaz Iraola

## Les rencontres de la saison

### Division 2
Le club se classe 11e du championnat de deuxième division. 

### Coupe de France
Défaite en 8e de finale face à l'Olympique lillois 2 buts à 1.
| Coupe de France, 32e de finale      | FC Girondins de Bordeaux | 4 - 0 | SCO Angers | Bordeaux |
| Dimanche 18 décembre 1938 19 heures |                          |       |            |          |

| Coupe de France, 16e de finale    | FC Girondins de Bordeaux | 4 - 4 | CA Paris | Rennes |
| Dimanche 8 janvier 1939 19 heures |                          |       |          |        |

| Coupe de France, 16e de finale, match 2 | FC Girondins de Bordeaux | 2 - 1 | CA Paris | Angers |
| Dimanche 19 janvier 1939 19 heures      |                          |       |          |        |

| Coupe de France, 8e de finale      | Olympique lillois | 2 - 1 | FC Girondins de Bordeaux | Rouen |
| Dimanche 05 février 1939 19 heures |                   |       |                          |       |
|                                    |                   |       |                          |       |